# Мыльджино
Мы́льджино — село в Каргасокском районе Томской области, входит в состав Средневасюганского сельского поселения.

## География
Село расположено в 159 км от Каргаска (252 км по реке, 190 км по зимнику), на реке Нюролька (приток Васюгана), в месте впадения в неё реки Вачёв. Через село проходит зимник Каргасок — Мыльджино — Средний Васюган — Новый Тевриз — Катыльга.

## Население
| 2002 | 2010 | 2012 | 2013 | 2014 | 2015 | 2021 |
| ---- | ---- | ---- | ---- | ---- | ---- | ---- |
| 581  | ↘438 | ↘419 | ↘395 | ↘389 | ↘377 | ↘322 |

## Инфраструктура
Общеобразовательная школа, детский сад, дом культуры, библиотека.
Улицы: Береговая, Лесная, Молодёжная, Садовая, Сплавная, Таёжная, Школьная. Переулок Нюрольский.
Имеется пристань, аэропорт.

## Экономика
По селу названо Мыльджинское газоконденсатонефтяное месторождение, добычу на котором ведёт компания «Газпром добыча Томск» (дочерняя компания «Востокгазпрома»).

## Средства массовой информации

### Радиостанции
- 102,0 МГц — Радио России / ГТРК Томск[9]